# Katie Stripling
Katie Tannehill, d. Stripling (ur. 9 września 1987) – amerykańska lekkoatletka, skoczkini o tyczce.
Medalistka mistrzostw NCAA.

## Osiągnięcia
| Rok  | Impreza                       | Miejsce | Lokata     | Wynik |
| ---- | ----------------------------- | ------- | ---------- | ----- |
| 2008 | Młodzieżowe mistrzostwa NACAC | Toluca  | 1. miejsce | 4,35  |

## Rekordy życiowe
- Skok o tyczce – 4,41 (2010)
- Skok o tyczce (hala) – 4,36 (2012)